# Camposspett
Camposspett (Colaptes campestris) är en fågel i familjen hackspettar inom ordningen hackspettartade fåglar.

## Utseende
Camposspett är en stor och kraftigt bandad hackspett med mörk hjässa, gula kinder och gult halsband. Hanen har ett rött mustaschstreck, honan ett svartaktigt. I norr är strupen svart, i södra populationer vit.

## Utbredning och systematik
Camposspett delas in i två underarter:
- C. c. campestris – förekommer från södra Surinam till östra Brasilien, Bolivia och centrala Paraguay
- C. c. campestroides – förekommer i södra Paraguay, sydöstra Brasilien, Uruguay och norra Argentina

Underarten campestroides urskiljs som en egen art av Birdlife International och IUCN, "pampasspett" (Colaptes campestroides).

## Levnadssätt
Camposspetten är en huvudsakligen marklevande hackspett som ofta ses födosöka i grupp. Den hittas i öppna miljöer som savann och gräsmarker. 

## Status
IUCN bedömer hotstatus för underarterna (eller arterna) var för sig, båda som livskraftiga.

## Bilder

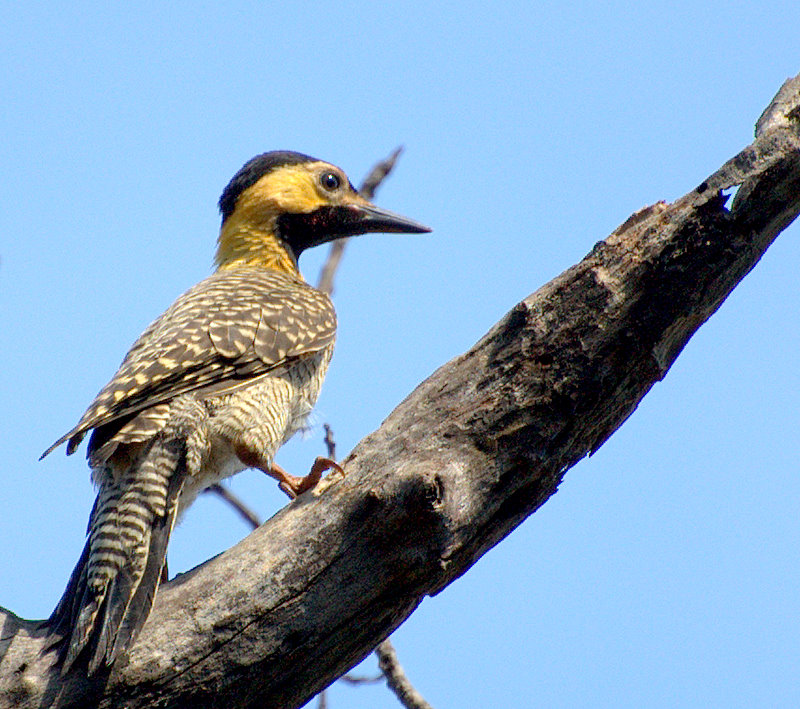
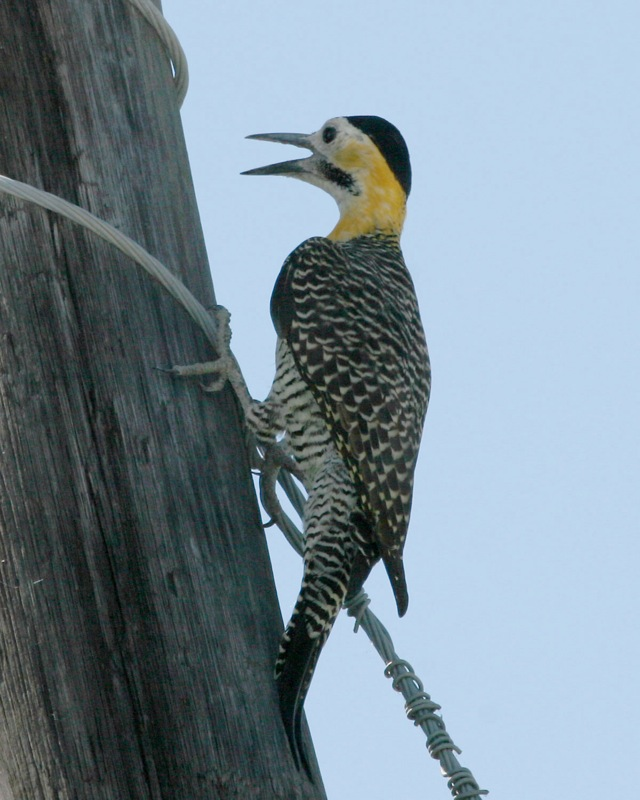
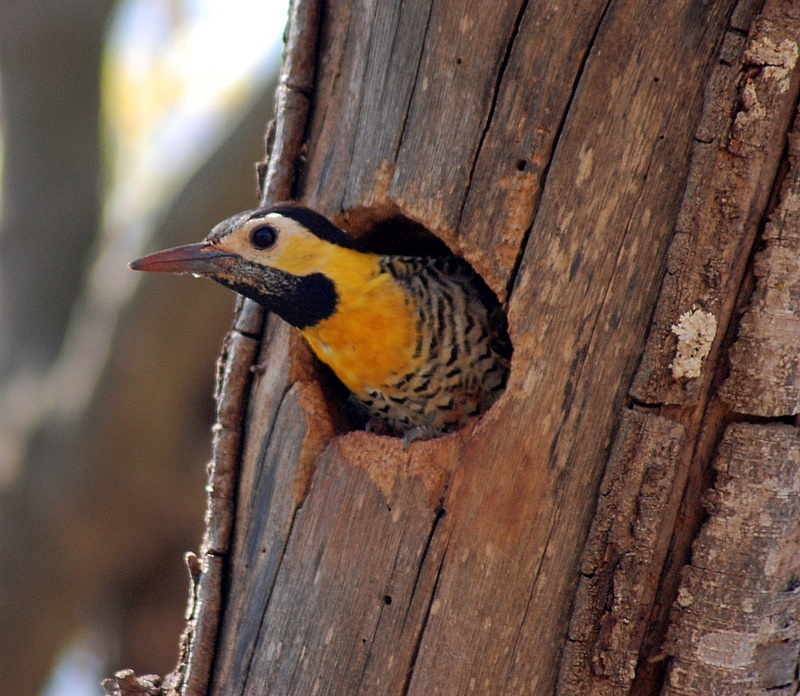
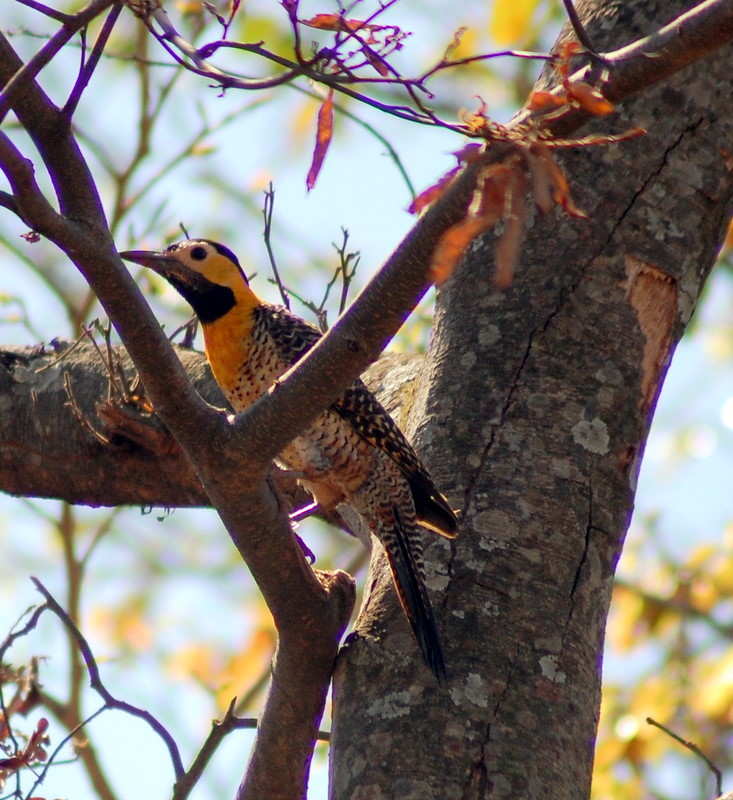
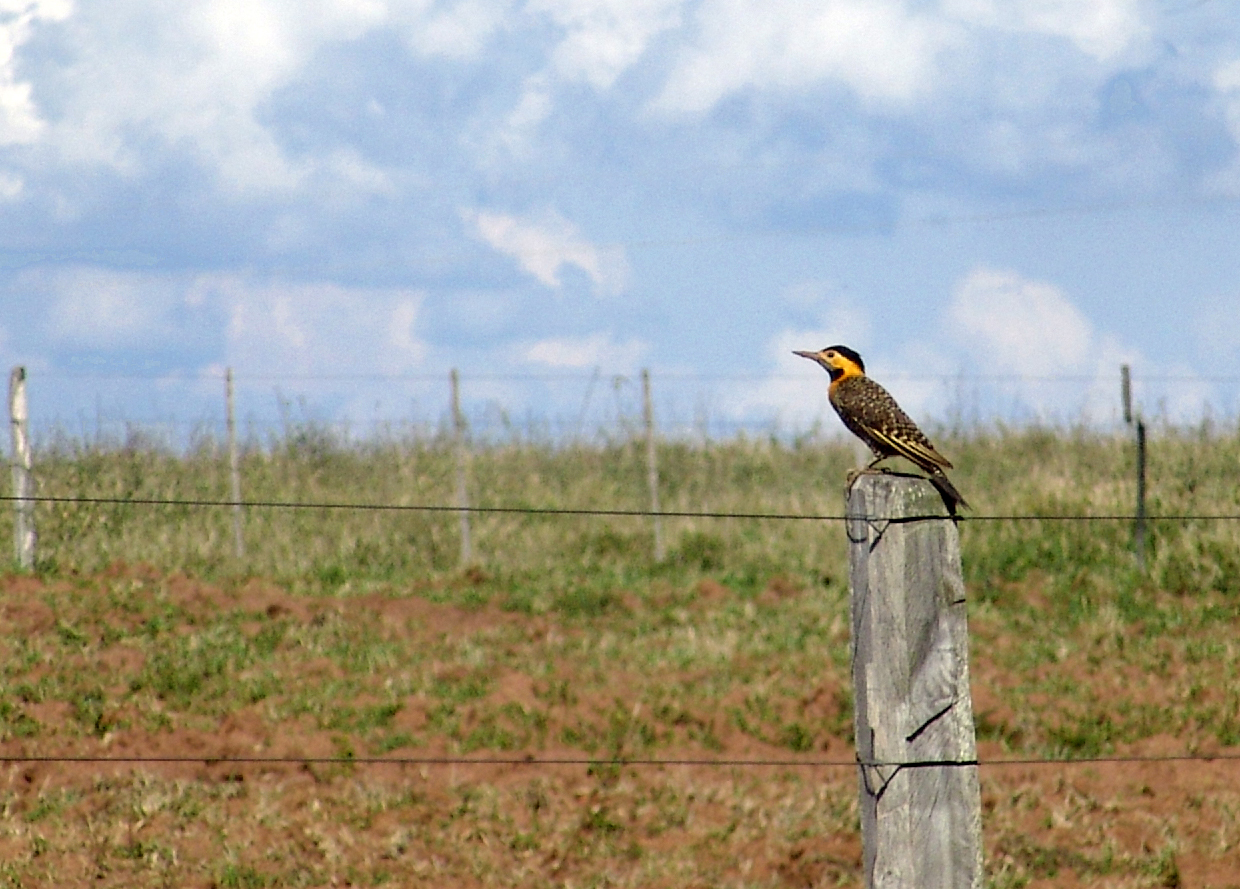